# Спасские Выселки (Московская область)
Спасские Выселки — деревня в Ленинском городском округе Московской области России.

## География
Находится в 2 км от МКАД и в 0,5 км к западу от города Видного. Другие ближайшие населённые пункты — посёлок городского типа Измайлово, деревни Спасское и Жабкино. Деревня расположена на берегу большого Булатниковского пруда на реке Битце.

## История
18 апреля 2013 года постановлением Правительства России на основании предложения Московской областной думы деревне было присвоено название «Спасские Выселки».
До 2006 года деревня входила в Булатниковский сельский округ Ленинского района, а с 2006 до 2019 года в рамках организации местного самоуправления входила в Булатниковское сельское поселение Ленинского муниципального района.
С 2019 года входит в Ленинский городской округ.

## Население
| 2022 |
| ---- |
| 47   |